# Max Buntzel
 Max Buntzel (* 29. Mai 1850 in Niederschöneweide; † 6. Dezember 1907 in Berlin) war ein Königlicher Gartenbaudirektor, Berliner Baumschulen- und Plantagenbesitzer.

## Werdegang
Buntzel stammte aus dem heutigen Berlin-Schöneweide, wo er am Spreeufer ausgedehnte Ländereien besaß. Er absolvierte seine Lehre als Gärtner in der Baumschule Späth. Anschließend besuchte er die Königliche Gärtner-Lehranstalt in Potsdam und gründete 1875 eine Rosengärtnerei im heutigen Ortsteil Berlin-Niederschöneweide.
Buntzel war Gründungsmitglied des 1883 gegründeten Vereins Deutscher Rosenfreunde (VDR) sowie dessen Vorstandsmitglied. Bereits im Jahr 1886 zählte er zu den berühmtesten deutschen Rosengärtnern. Um 1890 erfolgte seine Ernennung zum Königlichen Gartenbaudirektor. Sowohl als Unternehmer als auch als Mitglied des Kreistages im Landkreis Teltow machte Buntzel sich um die Entwicklung der damaligen Gemeinden Altglienicke und Bohnsdorf verdient. Er starb im Alter von 57 Jahren an den Folgen einer Darmoperation.

## Buntzel-Villa

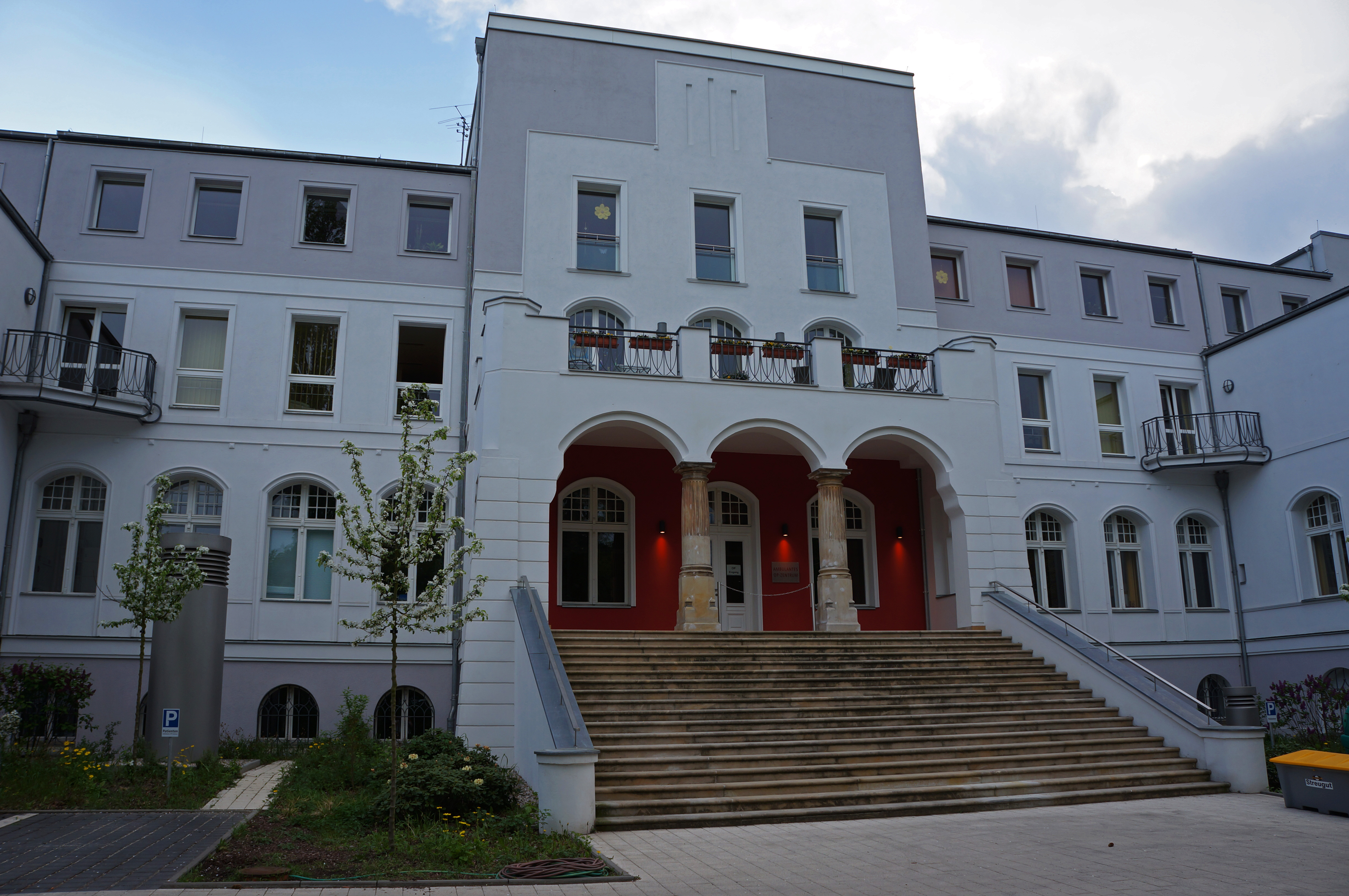
Krankenhaus Hedwigshöhe (Villa)

In den Jahren nach 1890 erwarb Buntzel Land um den zwischen Altglienicke und Bohnsdorf gelegenen Falkenberg und ließ dort eine Obstplantage anlegen. Auf der Anhöhe errichtete er 1898 eine schlossähnliche Villa im Renaissance-Stil, was zur Folge hatte, dass der Falkenberg seither von den Anwohnern Buntzelberg genannt wird.
Aufgrund finanzieller Nöte, hervorgerufen durch einen kostspieligen Lebensstil, musste Buntzel die Villa und Plantage bereits 1902 wieder verkaufen. Die Villa wechselte mehrmals den Eigentümer, ehe sie 1924 vom katholischen St. Hedwig-Krankenhaus erworben wurde. Dieses ließ hier das Krankenhaus Hedwigshöhe errichten, das – im August 1925 eröffnet – zunächst als Erholungsheim, im Zweiten Weltkrieg als Lazarett und ab 1945 als ziviles Krankenhaus diente. Heute beinhaltet das von den Alexianern getragene Krankenhaus unter anderem ein ambulantes OP-Zentrum sowie eine gerontopsychiatrische Tagesklinik in der mittlerweile erheblich umgebauten Villa, deren Eingangsbereich mit Freitreppe noch auf die frühere Gestaltung hinweist.

## Namensgebung
Nach Max Buntzel wurde unter anderem die in Berlin-Bohnsdorf befindliche Buntzelstraße, eine von den Rosenzüchtern Soupert & Notting gezüchtete Duftrose, ein Spitzahorn (Acer platanoides var. Aureo variegatum Buntzleri) sowie die ebenfalls in Bohnsdorf gelegene Grundschule am Buntzelberg benannt.